# Bahnstrecke Ebertsheim–Hettenleidelheim
| Streckenverlauf |                      |                    |                    |
| Streckennummer: | 3421                 |                    |                    |
| Kursbuchstrecke: | 244a 272a (1946)     |                    |                    |
| Streckenlänge: | 4,1 km               |                    |                    |
| Spurweite: | 1435 mm (Normalspur) |                    |                    |
| |                      |                    |                    |
| \| \| \| von Grünstadt \| \| \| \| 0,0 \| Ebertsheim \| Ebertsheim \| \| \| \| nach Enkenbach \| \| \| \| 2,396 \| Feldweg \| Feldweg \| \| \| 2,9 \| Tiefenthal (Pfalz) \| Tiefenthal (Pfalz) \| \| \| 4,021 \| Hettenleidelheim \| Hettenleidelheim \| |                      |                    |                    |
| Strecke |                      | von Grünstadt      | von Grünstadt      |
| ehemaliger Bahnhof | 0,0                  | Ebertsheim         | Ebertsheim         |
| Abzweig ehemals geradeaus und nach rechts |                      | nach Enkenbach     | nach Enkenbach     |
| Brücke (Strecke außer Betrieb) | 2,396                | Feldweg            | Feldweg            |
| Haltepunkt / Haltestelle (Strecke außer Betrieb) | 2,9                  | Tiefenthal (Pfalz) | Tiefenthal (Pfalz) |
| Kopfbahnhof Streckenende (Strecke außer Betrieb) | 4,021                | Hettenleidelheim   | Hettenleidelheim   |

Die Bahnstrecke Ebertsheim–Hettenleidelheim war eine Nebenbahn in Rheinland-Pfalz. Sie zweigte in Ebertsheim von der  Eistalbahn ab und führte im Tal des Seltenbachs nach Hettenleidelheim. Der Personenverkehr wurde bereits 1954 eingestellt, um 1990 wurden die Gleise abgebaut.

## Geschichte

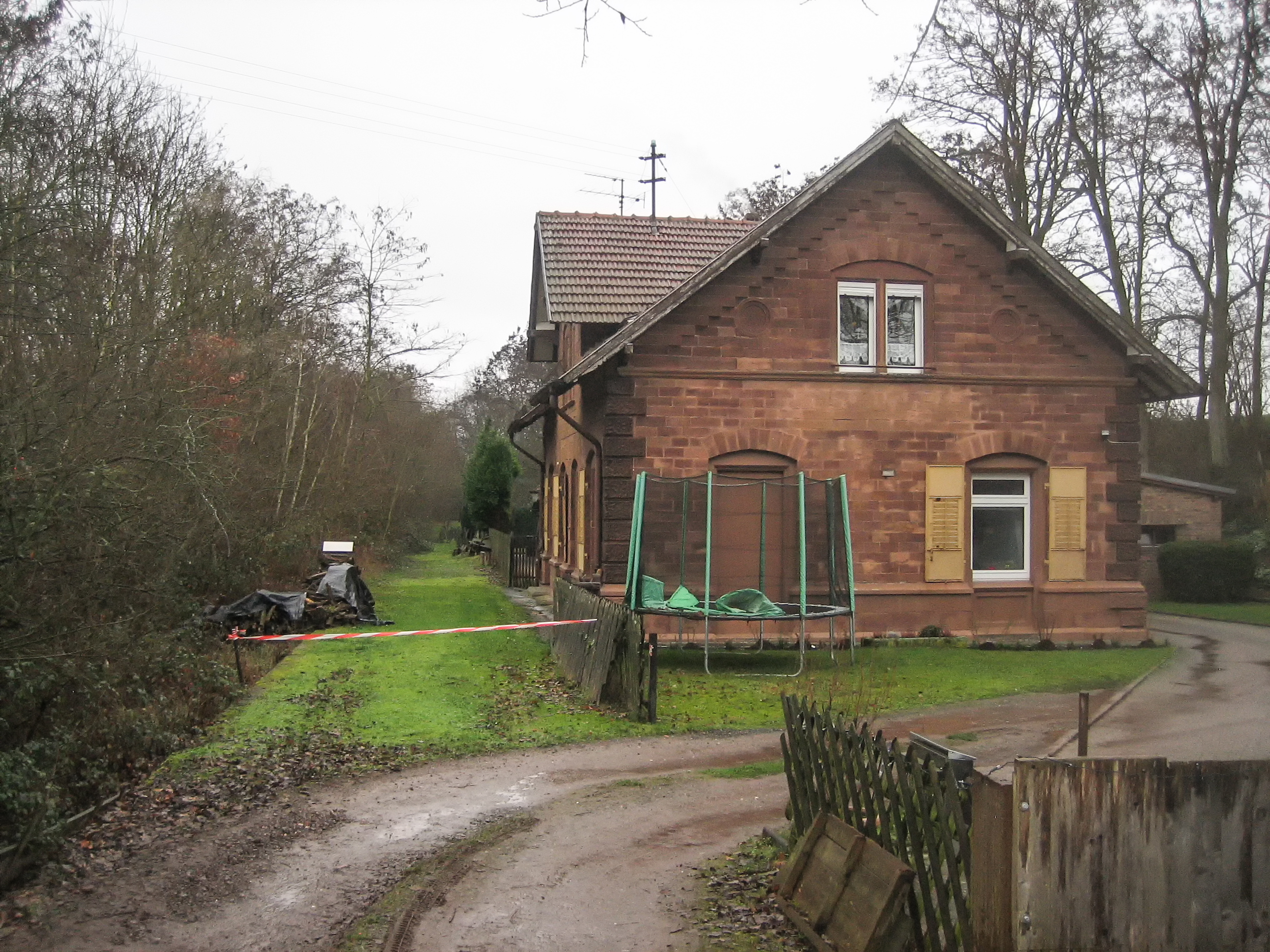
Bahnhofsgebäude Tiefenthal (km 2,9)
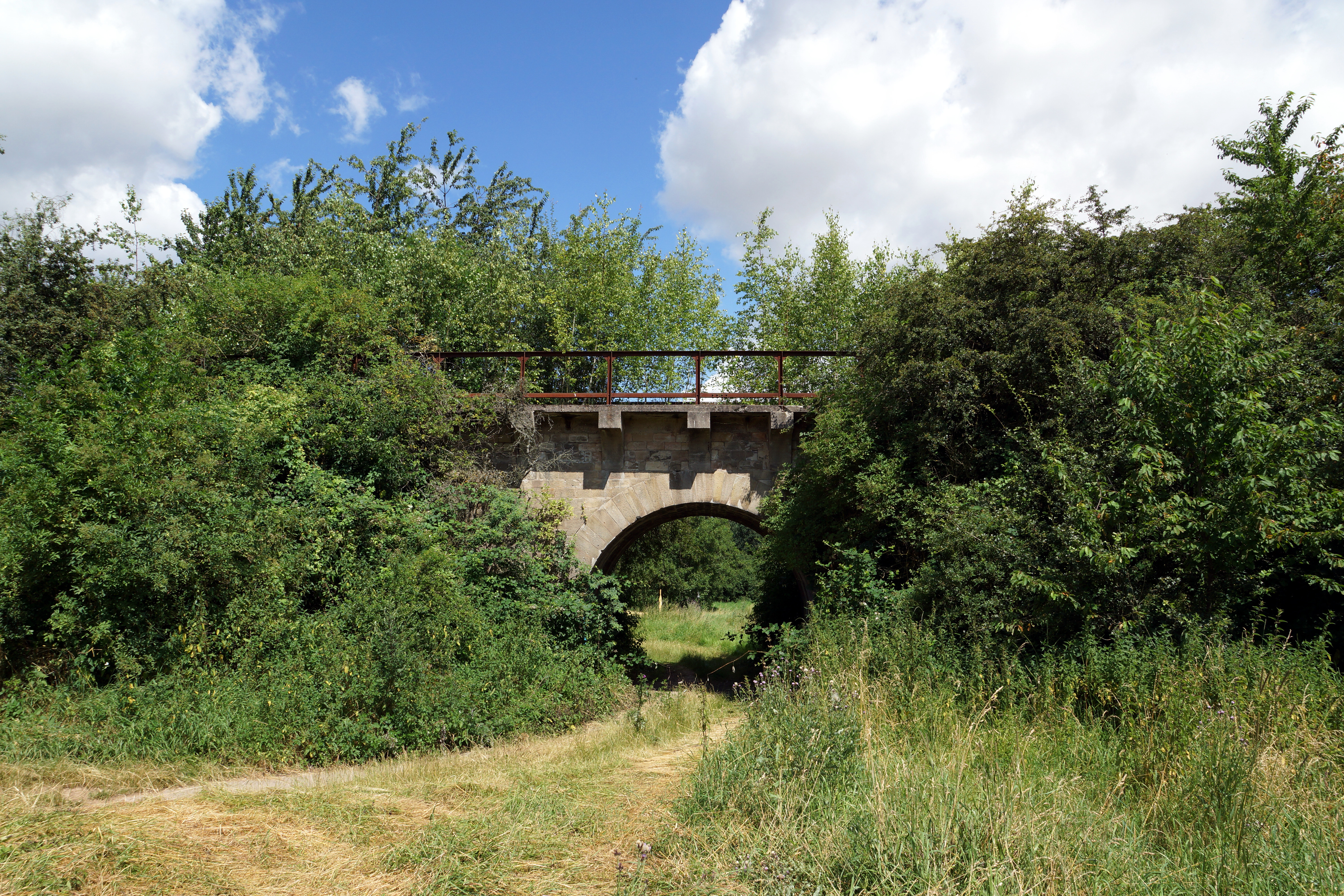
Eisenbahnbrücke (km 2,396)

Der Ton aus den Gruben der südlich von Eisenberg gelegenen Gemeinde Hettenleidelheim machte einen großen Teil des Güterverkehrs auf der Eistalbahn aus. Die Besitzer der dortigen Tongruben hatten bereits im Zuge der Planung des Abschnitts Grünstadt–Eisenberg erwogen, den Bahnhof von Eisenberg dort anzulegen, wo die Bahnlinie über Hettenleidelheim und Wattenheim bis nach Enkenbach geführt werden konnte; auf die Realisierung wurde jedoch verzichtet.
Da der Transport auf der Straße zum Bahnhof von Eisenberg aufgrund der hügeligen Landschaft sehr aufwendig war und die Straßen sich in einem eher schlechten Zustand befanden, gab es Bestrebungen, die Gemeinde mit einem eigenen Gleisanschluss zu versorgen. Da dieser aufgrund der topografischen Verhältnisse von Eisenberg aus nicht realisierbar war, sollte er 600 Meter östlich des Bahnhofs Ebertsheim in einem eigens angelegten Abzweigbahnhof von der Eistalbahn abzweigen und nach vier Kilometern Hettenleidelheim erreichen. 1892 begann der Bau, nachdem sich die in Hettenleidelheim ansässigen Grubenbetreiber bereit erklärt hatten, zu einem wirtschaftlichen Betrieb beizutragen. Dies beinhaltete unter anderem, den gesamten Ton für eine Dauer von mehr als 30 Jahren der Bahn zu übergeben und einen Zuschlag für jede beförderte Tonne zu zahlen.
Zunächst sollte die Stichstrecke Ebertsheim–Hettenleidelheim nur als Industriegleis benutzt werden. Erst einige Jahre nach der Aufnahme des Tontransports wurde der Haltepunkt Tiefenthal errichtet und am 1. Mai 1895 der Personenverkehr eingeführt. Beide Unterwegshalte, insbesondere Tiefenthal, lagen weit weg von den jeweiligen Ortskernen. Die Inbetriebnahme der Zweigstrecke hatte zur Folge, dass mehrere Personenzüge, die bislang nach Eisenberg fuhren, nach Hettenleidelheim geführt wurden, was den Unmut der Eisenberger Bevölkerung nach sich zog.
Der neue Ebertsheimer Bahnhof diente fortan ebenso Personenzügen, während der bisherige ausschließlich für den Güterverkehr zuständig war. Später wurden beide Bahnhöfe für den Personenverkehr genutzt. So war im Reichs-Kursbuch von 1917 eine Betriebsführung mit den Stationen Ebertsheim Bahnhof und Ebertsheim Haltepunkt verzeichnet, wobei der erste von den Eisenberger und der zweite von den Hettenleidelheimer Zügen bedient wurde. Im Kursbuch 1927 waren diese Stationen hingegen unter den Namen Ebertsheim West und Ebertsheim Ost verzeichnet, wobei die 1917 bestehende Aufteilung im Prinzip weiterbestand, jedoch in Ebertsheim Ost einige Pendelzüge einsetzten, die Anschlüsse zu dem jeweils nicht bedienten Streckenast herstellten. Wenige Züge der Relation Grünstadt-Eisenberg hielten deswegen in beiden Ebertsheimer Stationen.
Die Einstellung des Personenverkehrs erfolgte am 3. Oktober 1954 und war eine der ersten Stilllegungen der Deutschen Bundesbahn (DB). Der Güterverkehr spielte dort aufgrund der in Hettenleidelheim ansässigen Dachziegelfabriken weiterhin eine große Rolle, so dass diese Zweigstrecke dadurch mehrere Jahrzehnte vor einer Stilllegung bewahrt wurde. Ab 1990 erfolgte der Abbau der Gleise nach Hettenleidelheim. Die Bahntrasse, eine Brücke sowie einzelne Kilometersteine sind bis heute vorhanden und können von einem parallel verlaufenden Feldweg aus besichtigt werden. Der Bahnhof von Hettenleidelheim diente in den letzten Jahren seines Betriebes hauptsächlich der Abstellung von Güterwagen.